# 对法轮功的镇压

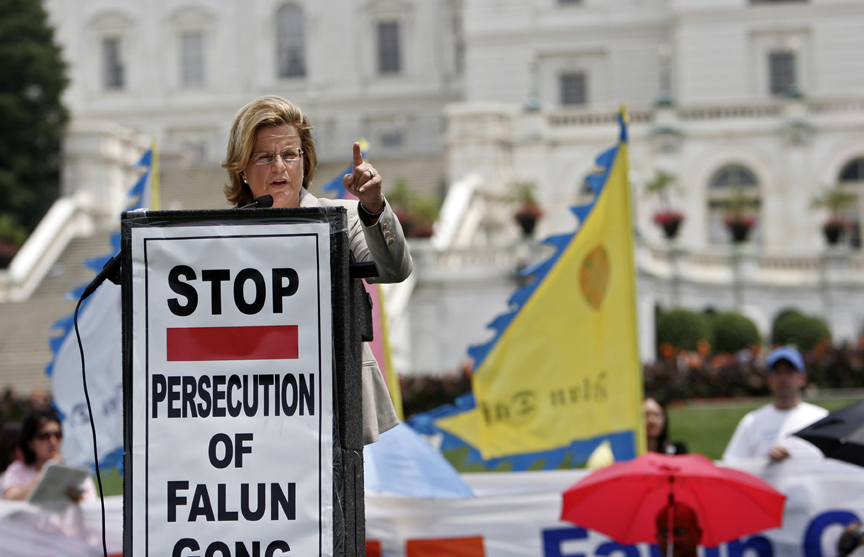
美国众议院议员伊莱娜·莱希宁是谴责中国政府对法轮功学员的器官强摘国会决议案的共同提案人之一。

清掃邪教法輪功運動，指在時任中共中央總書記江澤民領導下的中國共產黨執政當局自1999年起實施的種種鎮壓措施。中共政府在禁止並取締法輪功後，對法輪功所採取的措施包括多方面的宣傳輿論攻勢、强制再教育， 一些看法还認為包括多種具有法律性争议的強制措施，包括滋擾性隨機拘捕、强制劳动、酷刑，据称有修煉者因此死亡。國際特赦組織指出，中國共產黨政府的手段目的在於通過政治宣傳、監禁、強制思想改造等手段「滅絕、根除」法輪功群體，有些法輪功學員因此死亡。美智庫哈德遜研究所宗教自由中心主任指出，中共對法輪功的迫害是群體滅絕罪。聯合國人權高級專員辦公室官網2021年6月14日刊登，12名聯合國獨立人權專家包括至少8位特別報告員聯合聲明，對於在中國被拘留的法輪功修煉者與少數群體遭到活摘器官的許多指控報告，感到極度震驚；專家團指出，早在2006、2007年，聯合國人權專家就曾向中共當局提出強行活摘囚犯器官的擔憂，但遺憾北京當時的回應缺乏相關數據，例如器官分配等待時間、或器官來源資訊等數據；專家團呼籲中方迅速回應活摘器官的指控，並允許國際人權機制進行獨立監督。
法轮功是由李洪志创立的气功修炼團體。在20世纪90年代的高速发展时期，中共政府于1999年7月20日发起鎮壓法轮功的运动。早期，法轮功曾一度被中國氣功科學研究會吸收，胡耀邦「三不政策」认为对气功（包括法轮功）虽不鼓励也不应批评。实际上官媒一度正面報導、國家體育運動委員會也表示过支持过法轮功。1999年6月10日，江澤民下令设置机構610辦公室，調動了國家官方媒體、司法、警察、軍隊、教育系統和事業機構，並通過電視、報紙、廣播和（此后的）互聯網的大規模宣傳及大规模管控以推動相关政策。有分析称存在系統性酷刑、非法拘禁、強迫勞動、活摘器官和濫用精神病醫療措施，藉以迫使修煉者宣布放棄對法輪功的信仰。第一位獲准入中國調查的聯合國酷刑問題特派專員曼弗瑞德·諾瓦克報告指出，酷刑在中國普遍存在，66％受害者是法轮功學員。
美國總統川普2019年在白宮接見法輪功學員聽取相關情況，國務卿蓬佩奧2020年聲明呼籲中共立刻停止21年「太久的迫害」、「邪惡踐踏和虐待」。2021年5月《年度國際宗教自由報告》發佈會上， 國務卿布林肯點名制裁一名迫害法輪功的中共四川省成都市前610辦公室主任余輝，他和他的直系親屬將被禁止入境美國有观察家推估，目前至少还有数十万乃至数百万的法轮功学员因拒绝放弃信仰而被关押在再教育营、监狱或其他拘留地点。曾遭關押的法轮功学员称，法輪功學員在勞教營總是受到“最長刑期、最糟待遇”。在某些拘留所中，法轮功学员往往占据被拘留者的绝大多数。有报道指出，截至2009年，至少有2000名法轮功学员在其迫害运动中被折磨致死。 有国际观察员和司法机构直接将反对法轮功的运动称为种族灭绝。 2009年，西班牙和阿根廷地方法院以种族灭绝和反人类罪起诉中共高官，指控他们在策划迫害法轮功负有责任。2006年，有指控称：不知其数的法轮功学员被杀害以供应中国器官移植行业。另据人权律师大卫·麦塔斯及加拿大前亚太事务国务卿大卫·乔高的调查指出”中国大陆2000年至2005年的五年内，至少有四万两千例左右的器官移植来源不明”，并依相关参与器官移植手术的医师证词得出结论“这些器官大部分来自法轮功学员，且直至今日这类活摘器官的行为仍持续着”。美国记者伊森·葛特曼推测，自2000年至2008年，至少有六万五千名法轮功学员因器官移植而被谋杀。经进一步分析，研究此议题的人士认为实际数字比保守推测的要高。 2008年，联合国特别专员第二次要求“中国政府必须回应从法轮功学员身上活摘器官的指控，以及解释为何自2000年至2008年中国器官移植手术的来源大幅增加”。
法輪功問題已成為中華人民共和國人權的最主要議題之一，而大陆以外地区不少人或机构就中共對法輪功的禁止，以及之後中共對待法輪功修煉者可能侵犯人權的處置措施，对中共提出了批评。李和平、滕彪等6位北京律師，2007年在一個法輪功代理案件發表著名的〈憲法至上，信仰無罪〉無罪辯護詞。認為當局（一）違反憲法「政教分離原則」、宗教自由保障，（二）當局發佈關於法輪功的所有定性檔案都不符合《立法法》而不能當作處理依據，已違反憲法及法治精神；且民政部也無權稱法輪大法研究會是非法組織，（三）當局對法輪功信仰者採取的行動過激且違法甚至構成犯罪。
自由之家資深專家庫克2012年出席美國國會聽證會發表證詞說，「修煉法輪功的中國公民，目前依然生活在不斷遭受綁架和酷刑的威脅當中。法輪功及其創始人李洪志先生，以及各種同音字，一直是中國互聯網上被新聞檢查最嚴厲的字詞，而由任何國營媒體或由其外交官所提及的都是妖魔化標籤了的措辭。」

## 背景

### 气功潮
法輪功是一種結合了的緩慢運動及靜坐冥想的修煉功法，其道德哲學以‘真、善、忍’為中心。法轮功由李洪志於1992年5月在中國吉林省長春市開始傳播。修煉人數在1990年代中期后飛速增長。中国政府1996年開始对法轮功的打压，即使如此截至2017年中國仍有百萬多名法輪功成員。
1996年6月17日《光明日报》发表评论员文章，将《转法轮》一书描绘成封建迷信。1999年中华人民共和国新闻出版署以“宣扬迷信及伪科学”作为理由查禁《转法轮》、《中国法轮功》等书籍。2011年3月1日，中国新闻出版总署署长柳斌杰签署《中华人民共和国新闻出版总署第五十号》文件，废止了1999年有关法轮功书籍的禁令。
時任国务委员羅干想擠進政治局，要做點「大事」向江澤民表功，作為未來提升的政治資本。羅干知道江澤民不滿練習法輪功的人數眾多，就想整治法輪功。因礙於中央對氣功的「三不」政策，就让其連襟中國科學院院士何祚庥制造事端。1998年5月23日北京电视台《北京特快》栏目就气功管理问题采访何祚庥，何称有中科院研究生孫為民「练法輪功不吃，不喝、不拉，也不睡」「得了精神病」。事實上，孫為民沒有專修法輪功，而是抱著其它辟穀的東西在練，造成不吃不喝不睡覺，沒得精神病。中科院研究生曾聯名寫信和拜訪何祚庥，告知他實情。1998年5月底至6月初有北京法轮功学員到北京电视台上访说明实情，北京电视台意识到之前的节目不符合事实，重新制作一个节目来挽回错误。
1999年4月中國科學院院士何祚庥在《天津科技》杂志上發表了一篇名爲《我不赞成青少年炼气功》的文章。文中指法輪功是「僞科學」，危害青少年的健康和國家文中的內容提到，有一篇關於「法功」的宣傳材料，就說有某工程師煉出「法輪功」，元神出爐，可以煉到鋼裡，親眼看到煉鋼爐的原子分子的各種化學變化，獲得發明創造獎的故事。
文中發表後，引發了數千法轮功學員前往天津教育學院集體請願、反映自己煉功后受益的情况，期望杂志编辑部消除该污蔑文章以及惡劣影响。幾天后靜坐人員遭到警察驅趕，並抓捕幾十人。1999年4月25日，约万名法轮功学员聚集於北京中南海附近的国家信访局进行上访，抗议1996年以来法轮功在中国遭受的不公正对待。
这件事触动了高层與时任中共中央总书记江泽民。当晚，江泽民向其他领导人写信称：“难道我们共产党人所具有的马克思主义理论，所信奉的唯物论、无神论，还战胜不了法轮功所宣扬的那一套东西吗？”

### 中共高層內部分歧
法轮功把江泽民个人视作鎮壓决定的负责人。1999年7月20日，江泽民决定鎮壓法轮功，但是据称，中共中央政治局常委中，李鹏、朱镕基、李瑞环和胡锦涛认为江泽民使用了错误的策略。
中国共產黨高層內部，最初對於是否支持江澤民鎮壓法轮功的有嚴重分歧，2015年中华人民共和国退休軍官辛子陵被採訪，表示政治局7名常委中有6位不贊成，江澤民在常委通不過鎮壓決定，江又另外開會貫徹其鎮壓主張；中國共產黨前總書記趙紫陽政治秘書鮑彤亦曾於公開指責在權者在位者「荒唐」。
2000年4月一家中國官方直屬雜誌刊文批評鎮壓政策，指「法轮功之所以在中国出现爆炸性增长，就是因为它能满足普通人的需要」。前總書記胡耀邦的政治秘書林牧指中共高層對是否鎮壓法輪功態度歧異，抨擊江澤民的政策是「荒謬」，當時李瑞環、朱鎔基、胡錦濤等人都和江持不同意見，且高層幹部及家屬煉法輪功的不在少數，並指出425上訪事件和平合法。
2012年4月，在王立軍事件、薄熙來事件後，中國的網絡監控不尋常地解禁「六四事件、趙紫陽、法輪功、活摘器官、轉法輪」等關鍵字，等到胡錦濤出訪國外期間，「親薄熙來勢力反擊」又嚴加控制、刪除敏感訊息。北京的一位政治學者陳子明認為這體現了中共高層在法輪功問題上的鬥爭。
2013年4月中國媒體曝光遼寧馬三家女子勞教所酷刑虐待勞教人員做出「突破性報道」《走出馬三家》，中國政府則否認此說法，一些中國媒體和記者公開挑戰中宣部禁令。

## 對鎮壓法輪功起因的探討
国际观察家尝试从多个角度来解释中国政府镇压法轮功的原因，包括法轮功的流行、法轮功独立于政府并拒绝听中国政府的话、中国政府内部权力斗争、以及法轮功的道德和精神内涵与无神论的马克思主义不相容。例如有西方学者认为，“江泽民个人對於法輪功和李洪志廣受歡迎感到妒忌和愤怒”，以及“江泽民决心要以马克思主义与法輪功作意識形態斗争的需要，是隨後發生的鎮壓運動的原因所在”。
新华社声明：「法轮功反对中国共产党和中央政府，追求理想主义、有神论和封建迷信」，并且新华社断定，法轮功的真善忍原理与中国共产党努力实现的社会主义道德理念和文化进步没有丝毫共同点，因此有必要铲除法轮功，以维护共产党的先进地位和纯洁性。在镇压起初，其他发表在中国国家级媒体上的评论也声称法轮功必须被打败，因为法轮功的有神论哲学与马列唯物主义不相容。
林和立（音译）在CNN写道，江泽民可能希望通过文革式运动迫使高级官员对他效忠以增强自己的权威，从而在接下起的中共十六大中占据支配他们；华盛顿邮报报导声称并非所有政治局常委就法轮功必须被消灭这个论点与江泽民有共识，但政治局中也并没有对江泽民的决定作有力抵制。
中国政府保护五个政府许可的“爱国”宗教，未登记的其它宗教是在政府许可的宗教之外，容易受到镇压。加拿大环球邮报报导声称，任何未在中国政府控制之下的团体均被视作一个威胁。
《华盛顿邮报》报导，江泽民主張「法轮功必须被消灭」，然而并非所有政治局常委都有此共识，但政治局也并未有力地抵制江的鎮壓决定。《CNN》分析稱，江泽民可能希望透过文革式运动迫使高级官员效忠，以增强江的個人权威，从而在接下來的中共十六大換屆中占据、支配高級官員。
加拿大环球邮报报导稱，任何不受中国政府控制的团体均被视作威胁。中國憲法保障「宗教信仰自由」，但僅保護「正常的宗教活動」，政府對宗教的限制性框架在過去一年中持續阻礙中國公民行使符合國際人權標準的宗教自由權。一些中國公民有信仰宗教的空間，但同時中國政府也持續在嚴格控制國家認可的宗教團體之事務，並鎮壓未經共產黨批准的宗教及精神活動。在委員會的2010報告年度，政府維持要求宗教組織在政府登記，並服從由黨創建的「愛國宗教協會」領導的五大公認宗教有：佛教，天主教，伊斯蘭教，基督教和道教。其他未註冊的組織，或活動被認為偏離了國家批准範圍的註冊組織，其成員都有可能受到騷擾、拘留、監禁和其他虐待。
华尔街日报的克莱格·史密斯称，中国政府没有精神信仰，欠缺在道德上战胜精神对手的信誉，故对任何挑战其意识形态且有能力组织自己的信仰体系感到威胁。朱莉娅·张在《美国亚洲评论》表示，“代表中国传统宗教复兴的法轮功信仰体系，被众多中共党员和军队成员所奉行，这个事实特别令江泽民感到困扰；江泽民把法轮功视作在意识形态领域对中国政府崇尚斗争的无神论和历史唯物主义构成威胁的精神信仰；希望在政府和军队消灭这样的精神信仰。”
赵月之（音译）认为，法轮功学员已经建立了一种“抵制身份”，与中国社会盛行的对金钱、权力、科学理性的追求以及中国现代化的整个价值体系相对立。萨姆纳·特威斯认为，“在中国，法轮功是中国本土的精神和道德传统的一个文化复兴运动，与中国政府的中国特色马克思主义完全对立。”
薇薇安·舒写道，“法轮功展现了对共产党合法性的全面挑战。”王大卫也同意法轮功构成了共产党对中华民族统治地位的挑战，法轮功唤起了一种与中国政府不同的中国传统和当代价值观，令中国政府感受到威胁，因为法轮功否定了中国政府对中国民族主义和中国人作所谓定义的唯一权力。
知名記者克雷格·史密斯在《紐約時報》称，中国共產黨政府“没有精神信仰”，欠缺在道德上战胜精神对手的信誉，因此對於任何挑战意识形态、且有能力组织自己的信仰体系的组织，政府往往會感到恐惧。
王大卫也同意法轮功构成了中国政府对中华民族统治地位的挑战，法轮功唤起了一种不同的中国传统和当代价值观，令政府感受到威胁，因为法轮功否定了共產黨「对中国民族主义和中国人作定义」的唯一权力。朱丽娅·程在《美国亚洲评论》表示，法轮功信仰体系代表了中国传统宗教的复兴，被众多党员和军队成员所奉行，这一事实特别令江泽民感到困扰；江泽民把法轮功视作，在意识形态领域对「中国共產黨崇尚斗争的无神论和历史唯物主义」构成威胁的精神信仰，希望在政府和军队消灭之。趙月枝认为，法轮功学员已经建立了一种「抗拒性的身份認同」，与中国社会盛行的对金钱、权力、科学的追求以及中国现代化的整个价值体系相对立。萨姆纳·特维斯认为，法轮功是关于中国本土的精神和道德传统，与中国特色社会主义完全对立的文化复兴运动。薇薇安·苏認為，法轮功展现了对共产党合法性的全面挑战。
法轮功的創始人李洪志在2004年1月中國新年曾受訪談被鎮壓的原因：「那就是出於妒嫉，因為掌權者的妒嫉造成了這場迫害，儘管法輪功是為社會好，是為民眾好，學功的人數很多，在一些人眼裏看到的就是他們自己的權力，他是不管民眾疾苦的，那麼他就不能容忍法輪功有這麼多人來學。」著名記者丹尼·謝克特指這段表述具重要意義，丹尼認為「似乎與其說他（指李洪志）對中國領導人感到氣憤，不如說他憐憫他們」，中國領導人已認識到自己處於意識形態的死胡同，人民無法再相信共產主義，而妒嫉法輪功能激勵並吸引眾多民眾:18。

## 全面打压法輪功運動

### 七·二零行动

江泽民下令取缔法轮功后，许多针对法轮功的批判活动迅速展开。各类针对法轮功的政治海报被张贴在中国全国各地，对法轮功展开猛烈的攻势。

中国公安从1999年6月6日开始对100多名在北京参加4.25上访的法轮功学员员展开讯问。6月10日，时任中国共产党中央委员会总书记的江泽民下令成立610办公室，称「统一研究解决“法轮功”问题的具体步骤、方法和措施」；在7月22日正式镇压之前，派出了超过3000名安全局特务在中国国内外调查法轮功。
7月20日凌晨，中国公安在全国各地绑架和拘留了公安认定是负责人的法轮功学员。 两天之后的7月22日，中国政府正式发布了《中华人民共和国民政部关于取缔法轮大法研究会的决定》，开始对法轮功全面镇压。公安部22日发布「六禁止」通告，即禁止民众悬挂、张帖法轮功横幅、图象、标徽记和其它标识；禁止散发法轮功相关材料；禁止弘法等法轮功活动、禁止静坐、上访等方式维护和宣扬法轮功的集会、游行、示威；禁止以谣言或其它方式煽动扰乱社会秩序；禁止组织、串联、指挥对抗政府决定的抗议。
1999年7月22日开始，法轮功在中国被禁，人们被禁止公开练习法轮功、发送法轮功材料、组织对政府禁止法轮功决定的抗议；公安数天内收缴和摧毁了150万册法轮功书籍、录像带和光盘，关闭了中国大陆所有法轮功相关网站。镇压开始的最初一周内，至少有5000名法轮功学员被捕和抄家，另有1200名政府官员被拘留和要求学习共产党文件并宣布脱离法轮功。1999年7月27日美国国务院发表声明，呼吁中国政府在对待法轮功的问题上采取克制态度。
西方学者丹尼尔·赖特和约瑟夫·费史密斯提到，在法轮功于7月22日被宣布为非法后，中国中央电视台每晚半小时的新闻联播，从头至尾渲染反法轮功，在节目中专家、前法轮功练习者、普通居民纷纷发言指控法轮功欺骗信徒、分离家庭、损害健康、影响社会稳定；除此之外，晚间新闻几乎没有其他内容；对此，这两位学者认为：“这种政府操作完全是在妖魔化的分析”。
1999年7月29日中國公安部下達一份國際通緝令，以試圖推翻政府罪逮捕身在美國的法輪功創始人李洪志。中國還請求國際刑警組織提供合作，但遭拒絕。1999年10月30日，第九届全国人民代表大会常务委员会第十二次会议通过《全国人民代表大会常务委员会关于取缔邪教组织、防范和惩治邪教活动的决定》，同時《最高人民法院、最高人民检察院关于办理组织和利用邪教组织犯罪案件具体应用法律若干问题的解释》也正式發佈。
7月22日正式镇压后随之而来的中国政府系列运动，目的在于通过政治宣传、监禁、强制思想改造等手段「灭绝、根除」法轮功群体，有些法轮功学员因此死亡。据官方统计，至1999年年底，至少三万五千名法轮功学员被拘捕。至2001年初，中国政府安全机构已确认在中国党政部门、国有企业和大专院校有约40000名法轮功学员；他们被告知，如不写保证退出法轮功，则将被开除，并将失去退休金。

### 專項小組：610辦公室
1999年6月10日，中國共產黨“中央处理法輪功问题领导小组”成立，歷任組長李嵐清、羅幹、周永康，下设常設機構中央处理法輪功问题领导小组办公室，即中央610辦公室。據美国国会及行政部门中国问题委员会報告及美國智庫報告資料顯示，该办公室是中国共产党管理的国家安全「法外机构」，其主要職責是協調各機關鎮壓法輪功，2003年以來，610辦公室的任務已擴大到包括針對被視為異端或有害中國共產黨統治的其他宗教、氣功團體，但法輪功仍然是其首要任務。報導法輪功遭鎮壓情況而獲普利策獎的記者张彦描述610辦公室的工作是“動員國家的順從的社會組織”。在公安機關的指令下，教堂、寺廟、清真寺、報紙、媒體、法院和警察都迅速整隊配合執行當局「粉碎法輪功」的計畫，以任何 手段都不為過。幾天之內一波逮捕席捲全中國。到1999年底，法輪功學員們在關押中於死亡線上掙扎

著名中國維權律師高智晟在與北大學者焦國標親自調查後，於2005年在給胡錦濤、溫家寶公開信中形容610辦公室是「国家政权内且高于政权力量的黑社会组织，它是可以操纵、调控一切政权资源的黑社会组织。一个国家宪法及国家的权力结构安排规范中没有的组织，却“行使”着本只能由国家机关才能行使的权力及许多连国家机关都根本不能行使的“权力”。它“行使”着在这个星球上，人类有国家文明以来，作为国家从不能拥有的权力。」「以“610”为符号化的的权力，正在持续地以杀戮人的肉体及精神、以镣铐和锁链、电刑、老虎凳等形式与我们的人民“打交道”，这种已完全黑社会化了的权力正在持续地折磨着我们的母亲、我们的姐妹、我们的孩子及我们的整个民族。」並描述了610人員及警察對法輪功學員（不分男女）性器官的「極其下流」攻擊美国国际宗教自由委员会要求中國政府立刻撤销610办公室之類組織、勞教所，以落實法治承諾，並停止拘禁、诽谤、消灭法輪功学员，停止强摘法輪功学员等囚犯器官。

### 鋪天蓋地的媒體大批评
中国政府反法轮功的运动是由电视、报纸、电台和网络驱动的。在镇压发生的一个月内，中国国内的每家全国性媒体发表300-400篇文章攻击法轮功，中国电视台在黄金时间的节目重播对法轮功的指控，其中没有任何不同的看法。这场宣传运动集中指控法轮功影响社会稳定、欺骗和危险、威胁社会进步，表示法轮功的伦理哲学和马克思主义的社会伦理观不相容。
对此，中国民主联合阵线的陈汉中称：『江泽民之流在资产阶级经济大复苏二十年後的今天，沿袭毛泽东无产阶级文化大革命的伎俩‘取缔’法轮功，以为自己的威望比毛泽东还高，不知是弱智还是自大狂，法轮功还未取缔完，江泽民之流已经被历史取缔了。』
中国非政府组织中国发展联合会王林建撰文称：『凡经历过三十年前的文化大革命的人，对批判“法轮功”的语言和手法，大概不会感到陌生。中国政府镇压“法轮功”，我的第一感觉是“文革”那一套又来了。许多人和我有同样的感觉，文革语言，深藏多年之後，今天再次登台亮相，恐吓人民的心理。“文革”就像地震。毛泽东说过：文化大革命，过七、八年就要来一次，不是吗？你看，毛泽东的“文革”结束後，过了6年，到1983年，邓小平便开始了他的“文革”。清除“精神污染”，反对资产阶级自由化；又过了6年，到1989年、1990年，邓的“文革”又开始了，反对“和平演变”。再过9年，就到了1999年，江泽民发动反对“法轮功”的运动，开始了他的“文革”。从这点说，江主席不愧是毛主席的好学生，中国政府的第三代合格领导人。』

### 任意拘禁與酷刑虐殺
2000年2月和3月15名被關押的法輪功學員喪生。2000年4月19日：新華社公佈，總共有84名法輪功成員被判刑。
一份2004年的联合国报告显示，数以十万计的法轮功学员据信未经合法程序而遭关押，被拘禁的学员遭到中国政府强迫劳动、被滥用精神病药物、酷刑，以及强制思想改造等。。
2005年12月，人权观察引述据一些曾遭劳改系统关押者的说法，在中国的劳改营（劳教所）及监狱设施里，法轮功学员是最大量的被关押群体，而且往往遭受最长的关押期、最糟糕的对待。 
2008年美国国务院、美国国会美中委员会引述外国观察家的估计，中国的劳改营被关押者一半以上是法轮功学员2009年葛特曼估计，法轮功学员大约占全中国「劳改总人数」 的15%至20%。 
2012 年12月23日，美国奥勒冈州主要报纸《俄勒冈人报》报导说，一封来自中国劳教所的信藏在美国俄勒冈居民朱丽叶‧凯斯购买的万圣节用品当中，信上写道：“先生：如果你偶然间购买了这个产品，请帮忙转送这封信给世界人权组织。这里处在中国政府迫害之下的数千人将永远感谢并记住您。”这封没有署名的信说，这个坟墓包是在沈阳马三家劳教所二 所八大队制造的。在英文语句之间夹杂着中文词语。“在这里工作的人们不得不一天工作15个小时，没有周六周日休息和任何节假日。否则，他们就将遭到酷刑， 殴打和粗暴的话语。几乎没有工资（一个月10元人民币）。”“这里的人平均被判1至3年劳教，但是却没有经过正常法庭判决。他们许多人是法轮功学员，他们完全是无辜的人，仅仅因为他们有不同于中国共产党政府的信仰。他们常常遭受比其他人更多的惩罚。”这封信引起了世人的震惊和关注。

#### 覃永洁

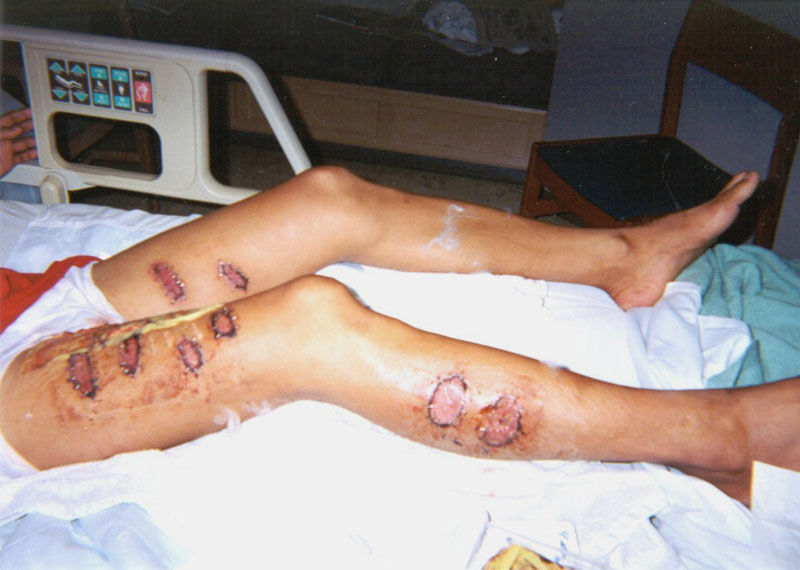
覃永洁的两腿被施加烧红的铁条烙13回，为了逼迫他放弃法轮功

据美联社2001年7月报导，在中国遭折磨的覃永洁辗转逃到美国，经休斯顿Park Plaza医院治疗烧伤后出院。覃永洁是广东省宝安县工人，1998年6月开始修炼法轮功，1999年法轮功在中国被镇压后，覃被拘留多次。2001年4 月25日，覃因散发传单吁政府停止鎮壓而再次被捕，遭毒打，未经审判被送入博罗县（音译）的劳改营，被手铐铐住吊了5个多小时；2001年6月2日，覃被 绑在一个柱子上，被用烧红的铁条烙他的腿，烙了13次，逼迫他放弃法轮功。世界日报采访中提到2001年6月2日，覃永洁被三个管教殴打、逼迫写悔过书，覃沉默；「结果一个管教把我绑在柱子上，一个管教将一根生锈的铁条在电炉上烧红之後， 往我的大腿、小腿灼伤，还不断地问『你还练不练？』。」覃痛得发抖、大叫，「管教」像拖狗般把他扔在外面，後关进小号。「後来，管教看我行走困难而又痛得无法入睡，他们认为我不可能逃走，就把我叫去看管果园。果园范围广阔，我趁人不注意逃脱。」覃永洁逃离果园後，搭一卡车潜入香港，6月10日混进一货轮的集装箱中，半月海上航行后24日在加州偷渡入境。

#### 吴晓红、马海燕、林鸿斌等
2012年4月，中国公民马海燕一家三代六口（马女士和先生两人，两个孩子分别是8岁、6岁，两位老人60多少岁，六人均修炼法轮功），加上林鸿斌、吴晓红、李先生三位法轮功学员，以及广西民运人士覃夕权，共十人，为躲避中国政府镇压，逃难到马来西亚，获联合国难民身份，并合购一艘游艇，孤帆一片，飘洋过海，拟到新西兰避难。历经27天海上艰险，经过澳洲公海时，游艇耗尽燃油，水尽粮绝，发出SOS求救信号后，被一澳洲渔船发现，后获得澳洲海关救援船施救。澳洲、纽西兰纽澳两国总理均派出代表与他们会谈，忠告他们不要继续他们危险的航程去5000里之遥的纽西兰，澳洲移民官员伸出援手，当地主流媒体广泛关注报导，著名澳洲人权律师大卫‧曼纳为他们提供免费法律援助。在中国因修炼法轮功，十人中林鸿斌、吴晓红、李先生曾被判刑，马海燕及其母亲曾被抄家、被劳教、被迫流离失所，因基本人身安全得不到保障，他们冒险逃出了中国。

#### 活体摘取器官
喬高-麥塔斯調查報告調查發現，“在2000年至2005年，中國至少有41,500例器官移植，器官來源不明”，並認定“到今天仍持續大規模從法輪功學員進行非自願的器官掠奪”。中國問題專家葛特曼經獨立調查，估計在2000年至2008年北京奧運期間，有65,000名法輪功學員因被掠奪器官而死亡。2006年，三名證人指稱，有數千名法輪功學員被殺死以供應中國的器官移植產業。聯合國特別報告員在2008年重申了聯合國機構的請求：“中國政府應充分說明，關於摘取法輪功學員器官的指控，以及中國器官移植自2000年以來數量暴增的器官來源為何“。

### 打压同情法轮功的民众

#### 黃琦
六四天網的创办人黃琦曾因「為六四鳴冤、為民運吶喊、為法輪功叫屈」，于2000年遭到逮捕入獄。

#### 高智晟
2005年11月据自由亚洲电台援引华盛顿邮报报导道，中国著名维權律師高智晟发表「给中国国家主席胡锦涛和总理温家宝的公开信」，要求胡温政府尊重宗教和信仰自由，停止镇压法轮功。北京市司法局在高智晟拒绝收回这封公开信后，宣布对他行政处罚，停止执业一年。
八九学生民主运动领袖王丹表示向高智晟表达敬意和支持，认为他是2005年的中国英雄。王丹写道：大陆著名权律师高智晟给胡锦涛温家宝发出的公开信《停止迫害自由信仰者改善同中国人民的关系》催人泪下，其中列举经高智晟勇敢的亲身调查所查证的令人发指的恶性侵犯人权案例。高智晟以理性和悲悯的态度，指出镇压法轮功学员严重破坏人们对法治建设的信心，破坏了中国人朴素和诚实的道德价值，道出了基层警察厌倦镇压和镇压带来更坚韧延绵的抗争的事实。高智晟清醒的以一个公民而不是律师的身份写信。作为职业律师，他已尽力，并让人们看清中国律师在职业范围内几乎没有能力维护法轮功学员基本人权的事实。王丹认为如果高律师以犬儒的态度忽略所看到的事实，会成为现行体制下名利双收的律师；可面对人权受到侵犯的事件，纵使才华横溢，也无能为力，因为这里法律只是个摆设，甚至是笑话。
高律师于2006年12月21日被以「煽動顛覆國家政權罪」判處有期徒刑三年，緩刑五年，剝奪政治權利一年。维权人士胡佳认为这个判决是使当局既能减低国际压力，同时又能减低高智晟影响力的两全之策。

#### 力虹
正当盛年的中国诗人、剧作家、自由撰稿人，自由宪章奖获得者力虹于2010年12月31日去世，享年52岁。据报导称，中国法院对力虹实行重判，并在其身染重疾之后迟迟不同意保外就医，是由于“力虹同情法轮功学员”、“声援高智晟律师”。在力虹病入膏肓之时，中共当局连特意从国外赶回看弟弟的力虹姐姐都不让见面，纽约中文期刊“北京之春”主编胡平认为「这是因为害怕外界知道中国政府残害因言获罪的知识分子的真相」。
2006 年，力虹听闻中国政府活体摘除法轮功学员器官后，奋笔疾书抨击中国政府，发表《被盗的器官在呼啸》、《活摘门方兴未艾、奥运门又将开启》等文章；在高智晟律师 被捕后，发表《还我高智晟，还我中国的良心》、《为民请罪的高智晟》；之后力虹被捕、于2007年3月19日被宁波中级法院以煽动颠覆国家政权罪判处6年有期徒刑。

### 打壓法輪功延伸到海外
- 2010年5月，德籍华人约翰·周因为610公室充当反法轮功的间谍，在德国被缓刑和重金罚款；约翰是几年前回国探望生病的父亲时，被中国国安和610办公室收買。[111][112]

- 2010年7月，據加拿大权威新闻杂志Maclean's报导，魁北克高等法院法官曼德維爾裁决蒙特利爾中文週報《華僑時報》的發行人周錦興與北京宣傳機構有密切聯繫，證實《華僑時報》得到北京政府的資助。[113]

- 2002年中華民國法務部調查局調查員厲開平，涉嫌蒐集台灣法輪功資料，以電腦網路傳送到大陸。法務部後將厲開平記兩大過免職，並移送法辦。[114]

- 2004年中華民國法務部調查局逮捕了前國防部軍情局一名軍官，涉嫌收受中國大陸国家安全机关170多萬元，為中國大陸收集台灣法輪功成員名冊，同時與另一名軍情局少校及境管局查驗員，共同刺探香港立法會議員入出境台灣紀錄。桃園檢方昨偵查終結後，以違反國安法及洩密罪嫌提起公訴，具體求刑三年。[115]

- 2011年台灣中央警察大學副教授、同時也是知名風水命理師吳彰裕，驚傳為中國大陸情報部門蒐集中國列管的民運人士、法輪功、支持西藏獨立等團體在台活動情資。經由台北地檢署偵辦，檢察官漏夜複訊後，依串供及有逃亡之虞，向台北地院聲請羈押禁見獲准。[116][117][118][119][120]

- 2012年10月31日，針對2010年4月中華愛國同心會會長周慶峻率該會成員在台北101大樓前妨害陳建仁等3名法輪功學員行使言論及表達自由案件，台湾台北地方法院應依中華民國刑法第304條（強制罪），判決「周慶峻共同以強暴妨害人行使權利，處有期徒刑貳月，如易科罰金，以新臺幣壹仟元折算壹日。王美敦、張金德均無罪。」[121]

- 2012年中華民國國家安全局退职情报员蔡国宾及国防部退伍少校王维亚，涉嫌被中國大陸情报单位吸收，蒐集涉及国家机密的书籍等资讯给对岸。板桥地检署2012年4月17日依违反国家机密保护法等罪嫌起诉两人。起诉书指出，王维亚涉嫌从95年起蒐集法轮功动态、国民党未公开的内部选情分析等资讯，并偕同蔡国宾蒐集由退休情治官员出版的「情报生涯30年」一书，此书因被认定涉及国家机密，出版前就遭到查扣。[122]

## 法輪功學員的反應與抵制

### 记者招待会
纽约时报1999年10月29日报导，约30位法轮功学员28日在北京郊区秘密与7名外国媒体记者会面。在场的法轮功学员们冒巨大风险，向外国记者们叙述7月镇压以来他们遭受日益恶劣的骚扰、抓捕甚至肉体折磨，呼吁国际社会施压中国政府，要求停止残酷镇压。其中来自辽宁的两位中国警察谈到上司要求他们在法轮功和职业之间作出选择；一个来自黑龙江的11岁孩子表示他因修炼法轮功被禁止上学。
据美联社同一天的报导，中国政府消息透露十月底这一周内，全国除西藏外有3000名法轮功学员被拘留；该记者招待会发生的过程，是七位外国记者收到有关秘密 新闻的电邮，先与法轮功学员在北京一家饭店会面，然后法轮功学员们开车把外国记者们带到了北京郊区一个旅馆开记者招待会；与会的一位法轮功学员向记者们展 示她被手铐弄伤的手腕，另一人描述了公安如何用电棍烧她的脸。
参加该记者会的法轮功学员普遍受到镇压，其中记者会的主办者之一、石家庄人民电台原记者及主任、法轮功学员谷林娜因此被判刑四年。事后，至少5位外国记者受到中国公安审问、被扣留在中国的居留许可、以及被警告在中国采访法轮功学员属非法。据大赦国际，设于中国的外国记者俱乐部抗议中国公安因其成员报导法轮功而进行「跟踪、拘留、审问和威胁」；路透社、美联社和纽约时报等媒体的记者因参加法轮功学员主办的外国记者招待会，而被中国公安宣称是「非法报导」，并受中国公安逼迫签署认罪书、外国记者们在中国的工作签证及居留证被中国公安暂时扣留。

### 上訪與請願
法轮功对在中国发生的镇压的回应，最初是1999年7月在地方政府、省政府和中央政府的信访办上访，纽约时报1999年10月报导，不同数量的法轮功成员持续向北京施压。
在中国大陆电视报纸上，几乎没有法轮功学员的声音。清华大学毕业生，爱尔兰都柏林三一学院研究生赵明，1999年底回中国去政府信访办登记他反对镇压，结果立即被拘留，护照被扣留。

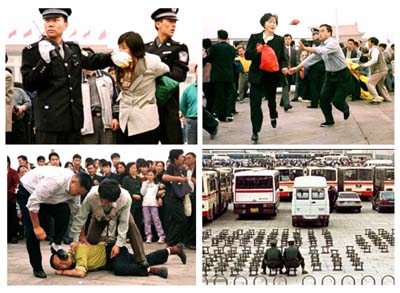
镇压后法轮功学员在天安门广场被殴打

不久演变成更大规模的和平示威（請願），即每天数百法轮功学员抵达天安门广场炼法轮功或举横幅为法轮功辩护。这些示威无一例外被公安部门击破，参加示威的学员被抓捕（有时被施加暴力）和拘留。2000年2月5日數十名法輪功成員在中國農歷新年到來之際在天安門廣場舉行示威，立即受到警方圍捕。2000年初，爱尔兰的中国留学生赵明因在天安门广场和平示威，被拘留并被判劳教两年，受到电击、剥夺睡眠、殴打等酷刑。
纽约时报2000年2月11日报导，2000年中国农历新年期间，约500法轮功学员因天安门广场和平示威、抗议镇压时被拘留，其中包括少数美国法轮功学员。
据纽约时报报导，新华社于2000年4月21日首次承认中国政府在镇压法轮功中遇到困难，因为「自1999年7月22日镇压以来，法轮功学员每天在天安门广场制造麻烦」。美国记者Ron Gluckman报导称，在4.25一周年那天，老人、女人和儿童在天安门广场被公安猛烈扑倒在地，数十人被捕，有西方游客目击公安把法轮功学员击倒在地并拖走，感到非常可怕；该记者表示一年来北京对法轮功的铁腕镇压未能战胜法轮功。
2000年4月25日，超过30,000名法轮功学员在天安门广场被捕。2000年10月1日，数千法轮功学员到天安门广场抗议镇压，外国记者目击中国政府公安官员在天安门广场当众殴打法轮功学员。
2001年在天安门广场的抗议继续持续，元月一日，700名学员在天安门广场示威时被捕。普立茲奖获得者、记者张彦表示，（在受到镇压后）法轮功学员维护法轮功的努力可能形成了50年来对共产党统治的最大挑战。
2001年11月20日，据法新社和美联社报道称，三十五名来自欧洲、北美洲和澳大利亚的外国法轮功学员于下午2点在天安门广场上打开一面写有『真善忍』的横幅，并且闭目打坐，这些人很快被中国警察带走，其中有人受到暴力折磨；第二天德通社援引美国、德国、法国和瑞典驻华大使馆官员的话说，来自十二个国家的法轮功学员大都被送上回各自国家的飞机。
来自澳大利亚、加拿大、法国、德国、爱尔兰、以色列、瑞典、瑞士、英国以及美国等十二个国家的法轮功学员被驱除出境；中国外交部发言人章启月于2001年 11月22日表示：「中国政府日前处理外国法轮功学员在天安门广场示威事件，是依法办事，这些人在中国受到了人道和公正的待遇」。但这些外籍人士不同意章启月的看法，表示在天安门广场，他们有的被扯头发、有的鼻梁被打伤、有的被踢中要害；到了公安局后，几个瑞典女学员因拒绝听从指令，被警察从楼梯上踢下楼；一澳大利亚学员，被打得肿个大包，全身是抓伤，怎么能说这是人道和公正？瑞典驻华使馆官员表示，中国政府未立即和瑞典使馆联系，就拘留外国人，违反国际惯例；尽管中国公安对外籍法轮功人士并没象对待中国国内法轮功学员那样施以更多暴力，但瑞典大使馆仍然抗议中国政府对这些人的身体进行「粗暴对待」。
据美国之音援引参与11月20日天安门广场示威的加拿大法轮功学员、23岁的大学生泽农，这些法轮功学员在以往就认识，很早相约要去天安门广场请愿，这一次 大家约定星期二下午两点在天安门广场汇合；他们各自分别进入中国，并于约定时间准时在天安门广场汇合。泽农在提前写好的声明「我为什么要去天安门」中表示，「之所以要到天安门广场，是想用他一个白人的面孔和行为，告诉被蒙骗的中国人，法轮大法在世界各地都是受到尊重和欢迎的，只有在它的发源地却受到这样残酷的打击」。
2002年2月14日，CNN报导，北美、欧洲和澳洲的法轮功学员天安门广场展开上面写着『法轮大法好』的横幅，其中约40名被抓捕，其中数位被公安扑倒在地、施加脚踢拳打，中国游客围观了该事件。北京警方声明说「法轮功学员制造麻烦是为了不让中国人民庆祝新年」。这是一周内的第二次西方法轮功学员在天安门广场抗议，农历新年时，一加拿大法轮功学员和一美国法轮功学员也在广场示威。

### 海外法律诉讼
中国政府发动镇压以来，海外法轮功学员在许多国家起诉了参与鎮壓的中国政府高官。2007年，薄熙来在澳大利亚被判酷刑罪。
2009年，西班牙国家法庭法官依斯马尔·莫雷诺向在中国大陆的江泽民、罗干、薄熙来等五个被告递送调查信，信中就每个被告介入鎮壓法轮功的情况提问。
2009年12月17日，在经过四年的调查取证后，阿根廷最高法院宣判江泽民及罗干等针对法轮功修炼者的人士干犯群体灭绝罪及酷刑罪，并下达逮捕令。同年11月，莫雷诺下令，就法轮功学员在华遭受酷刑折磨案，对前中国领导人江泽民等人提起公诉。
据2012年4月BBC报导，薄熙来3月15号突然被免职后，中国的网络监控出现不寻常情况。一些曾经被屏蔽的搜索词汇例如“1989年六四事件”、“赵紫阳”、“法轮功”、“转法轮”、“器官活摘”等词汇时不时可以在中国的搜索引擎百度和新浪微博查 到。在4月6日，很多被禁内容重新可以搜索到。比如，当天的新浪微博上可以搜索到上千个“活体器官摘除”的结果。其中大多和法轮功的指控有关；在北美的中文网站博讯引述“北京消息人士”的话说，打击谣言的运动正好在中国最高领导人胡锦涛出访期间展开，“是亲薄熙来势力的一次反击”。

### 真相资料点
2001年结束时，中国法轮功学员在天安门广场的公开呼吁不再频繁，转向在民间向民众「讲真相」。他们建立了较隐蔽的「资料点」制作传单和DVD等反击官方媒体对法轮功的描绘，然后向民众挨家挨户发送这些材料。法轮功来源估计，至2009年，在中国有超过20万这种资料点的存在。中共禁止傳播真相信息資料，全面實施監控，獎勵舉報。对制作、傳播資料的法轮功学员加大监禁或判刑。近年，中国一些流通的低面额人民币纸币上，出现法轮功学员所写或印制的简短文字，或回击官媒的描绘，或推广法轮功理念。

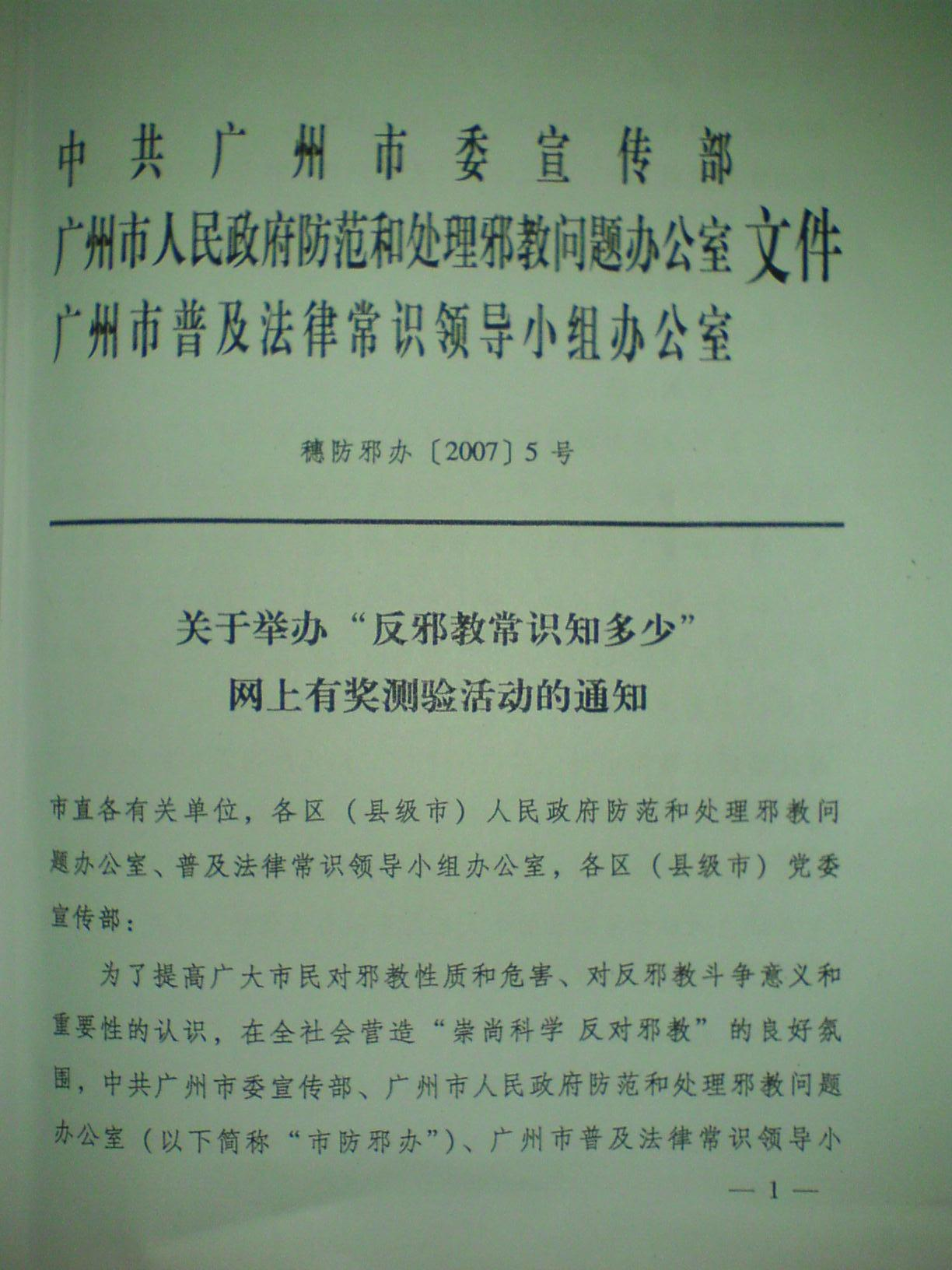
中国大陆各地禁止邪教的宣传不时可见，但这些宣传一般并没有明文提到法轮功。

至今，中国政府和法輪功信众仍持續舆论对峙，雙方常大量引用駭人照片：中國官方發佈所謂法輪功学员自焚照等（爭議性的天安門自焚事件），而法輪功文獻及網站則提供被虐学员的肢體照片記錄。

### 电视插播
- 長春插播真相：2002年3月5日，长春市有线电视八个频道播出《法轮大法洪传世界》、《是自焚还是骗局》等电视片，长达五十分钟，使当地民众误以为镇压法轮功已经停止，聚集在广场庆祝。[152]该插播事件的背景，是在2001年初中国大陆电视长时间渲染恐怖的天安门自焚后，中国民众自99年镇压开始后对法轮功学员的普遍同情正在消失，这六人希望民众从与官方电视不一样的角度来看自焚事件。[152]插播事件后的三天内，长春公安抓捕了约2000-5000长春法轮功学员，大赦国际称长春公安是全城搜捕。参与插播的刘海波、侯明凯、刘成军、梁振兴、雷明等被先后暴打、酷刑折磨至死。[152]美国旗帜周刊2010年12月6日发表标题为《进入细微的电波 - 几位不为人知的中国烈士如何帮助全世界的自由事业》的长篇报导，叙述了六位长春法轮功学员刘成军、梁振兴、雷明、刘海波、侯明凯、周润君等进行电视插播的过程及事件前后细节。

- 中國多地插播：长春有线电视插播先后，2002年8月，大陆法轮功学员在河北省涞水、易县、涿州、高碑店、徐水及保定周边地区，成功播放包括电视片《见证》、《法轮大法洪传世界》长达70多分钟。[153]自由亚洲电台评论中提到，2002年重庆、鞍山、哈尔滨、莱阳、烟台等城市的法轮功学员也实施有线电视插播，但以长春事件影响最大，当局逮捕5千人；而重庆在1月1日及6月1日发生两次，1月1日事件中，一法轮功学员据称病死狱中，另外4位分别被判16年、15年、9年、7年的重刑。[154]

- 卫星电视插播：2005 年3月14日21时34分，亚洲卫星公司所属亚洲3S卫星6个C波段转发器先后被宣传法轮功内容的电视信号干扰，致使租用该转发器的中国几个省级电视台正常的电视节目中断。该公司行政总裁翟克信证实确有此事。但据美国之音采访报导，法轮功发言人表示：“至于这次插播事件，至少证明了跟我们法轮功没有关系。我知道在中国大陆有很多人很同情法轮功，或者对中国政府镇压法轮功不满，或者对中国在国内的政策、错误决定、腐败和践踏人权的行为不满，他们有很多方式来表示不满”。[155]

### 法輪功信息網建立
明慧網是法輪功學員第一手信息的權威網站，於1999年6月21日成立。其中主要是各地法輪功學員交流修煉功法的心得體會、反饋所遭遇的中共當局的迫害事件、訴請停止鎮壓法輪功的文章、以及國際官方支持法輪功的聲明等等。類似網站在亞太、歐洲等地還有，如正悟網、正見網等。

### 創辦獨立媒體
中国政府在1999年開始對法輪功學員的打压，並運用中國境內的一切官方媒體抵制法輪功。打压初期，国际媒體也大量轉載了中国大陆媒體的報導，導致部分國家對法輪功的了解可能出现偏差。有鑑於此，海外的法輪功學員決定自己創辦獨立媒體發聲。如《大紀元時報》、新唐人電視台、希望之聲廣播電台等。中國政府將法輪功設為敏感詞並在中國大陸境內屏蔽包含其內容的諸多網站。
法輪功追随者在全球華語媒體世界有組織有媒體地動員對中國官方媒體的反制與挑戰, 學者趙月枝認為是最具戲劇張力媒體力量的展現。 BBC在《法輪功的“威脅”》中分析：「法輪功的電腦互聯網絡廣泛，網站詳細列明世界各主要城市內，法輪功學習中心的活動。法輪功組織善用互連網傳播信息，這也是中國政府擔心的原因。」

## 争议

### 宗教自由
路透社報導，聯合國宗教信仰自由問題特派專員比勒費爾特表示為法輪功辯護，在2010年10月在聯合國大會上報告指出，法輪功等社會弱勢信仰團體被認為是邪教，因此常受社會歧視、甚至升級為針對「顛覆陰謀」的打擊。一名參與會議的中国代表對此提出抗議，並稱中國所有宗教都在「和諧並存」。這名代表強調法輪功是「邪教」，而不是宗教，並說中國「根絕」法輪功是合理的。
（註：中國政府認定邪教名單，法輪功不在其內）聯合國大會在過去五年都通過了譴責誹謗宗教行為的無約束力決議，一些西方國家認為，這類行為對言論自由構成威脅。比勒費爾特在其發言中沒有直接提及誹謗宗教一詞，但他說，宗教自由並不代表任何教派都不應被批評。前中共610警官郝凤军说，“作为普通老百姓，他们是看不到法轮功的真实情况的，他们只能看到政府的媒体编造的法轮功如何害人的假话或中共炮制的谎言。如天安门自焚，杀乞丐等连篇累牍的报道，就是要向人民被灌输：法轮功就是邪教。他们把所有的社会丑恶状态，都归结到法轮功的头上，他们甚至还可以无中生有。
2020年12月10日，美國國務卿蓬佩奧表示，中華人民共和國福建省廈門市公安局思明分局梧村派出所主管黃元雄（音譯）涉嫌嚴重侵犯法輪功信眾的人權遭到制裁。

### 法律
《中华人民共和国公安部关于认定和取缔邪教组织若干问题的通知》（公通字[2000]39号）中关于“现已认定的邪教组织情况”表明，到目前为止共认定和明确 的邪教组织有14种。其中，中央办公厅、国务院办公厅文件明确的有7种，公安部认定和明确的有7种。这是到目前为止关于邪教认定最新的一个正式文件。公安 部在认定邪教组织时，明确是根据《刑法》和一系列处理邪教组织的文件精神，参考了两高司法解释的定义，然后重新定义。其中沒有法輪功。BBC報導，公安部2014年公布的「邪教名單」亦不包括法輪功。
根据《中华人民共和国刑法》第300条规定：组织和利用会道门、邪教组织或者利用迷信破坏国家法律、行政法规实施的，处三年以上七年以下有期徒刑；情节特别严重的，处七年以上有期徒刑。而关于中华人民共和国政府对邪教的定义，《中国最高人民法院最高人民检察院关于办理组织和利用邪教组织犯罪案件具体应用法律若干问题的解释》一文中指出：刑法第三百条中的“邪教组织”，是 指冒用宗教、气功或者其他名义建立，神化首要分子，利用制造、散布迷信邪说等手段蛊惑、蒙骗他人，发展、控制成员，危害社会的非法组织。
北京維權律师莫少平表示：「无论从刑法的三百条还是全国人大的决定，以及两高的解释里面都没有明确说法轮功是邪教，只有两高颁布司法解释的通知里面才确认说法轮功是邪教，两高的这个通知本身是不符合中国立法的规定。」另 一位国内律师针对两高司法解释的通知，表示：这文件是内部通知，不是公开的法律文件，法律文件必须公之于众才生效，否则就是不教而诛；两高在公开的文件中 不认定法轮功是邪教，在内部通知中又说成邪教，是很不严肃，而且最高法院只能就司法审判如何适用法律进行解释，不能超越这个职权去认定什么社会组织是邪教 组织或者非法组织，这是行政权力而非司法权力的范围；这文件是对刑法300条的越权解释。
《纽约时报》报道称中国政府将法轮功学员未经律师辩护甚至未经任何审判就投入狱中，即使辩护权是中国刑法授予的。此外，香港人权监察称至1999年7月以来，中国政府至少将5000名法轮功学员未经审判而直接监押。